# 国鉄キ600形貨車
国鉄キ600形貨車（こくてつキ600がたかしゃ）は、かつて日本国有鉄道（国鉄）およびその前身である鉄道省等に在籍した事業用貨車（ロータリー式雪かき車）である。
本形式を改設計したキ620形についてもここで解説する。

## キ600形
キ600形は1941年（昭和16年）の形式名変更により、キ300形を改番したものである。
さらにキ300形は、1928年（昭和3年）の車両称号規程改正により、ユキ300形を改名したものである。
つまり本車の内2両（キ600, キ601）は、合計2回名前を変更した車両である。
日本初のロータリー式除雪車として、1923年（大正12年）にアメリカ合衆国のアメリカン・ロコモティブ社（通称アルコ社）のクック工場で製造された2両（ユキ300, ユキ301）が輸入され、鷹取工場にて組み立てられた。車両の設計はアルコ社が3フィートゲージのリオ・グランデ鉄道向けに製造したものを元としており、車体内にボイラーと蒸気機関を備え、その動力を傘歯車によって車体前部に設けられた羽根車に伝えて回転させ、遠心力で雪を遠方に跳ね飛ばす。羽根車は左右どちらにも回転させることができ、その上部に設けられた案内蓋の向きで投雪方向を、羽根車の回転数で投雪距離を調節する構造となっている。台車は前位が三軸、後位が二軸のボギー台車で、台車中心間距離は4,300 mmである。炭水車を含めた全長は17,343 mm、全高は3,885 mm、自重は70.1 tで、換算両数は積車10.0、空車7.0である。また、羽根車の駆動に蒸気機関を備える関係で炭水車を従えるが、価格を抑えるために炭水車は日本で調達することになり、廃車になった蒸気機関車の炭水車を転用した。
その後キ300形の増備が計画されたが予算的に必要数全てを輸入することはできないので、鉄道省は本車を徹底的に調査して1928年（昭和3年）11月30日に1両（キ302）が、苗穂工場にて試作の意味合いも兼ねて製造された。この車で使用した炭水車は、廃車になった8300形蒸気機関車の炭水車を転用した。
続いて1929年（昭和4年）11月20日から1934年（昭和9年）12月21日にかけてキ303 - キ306が製造されたが、これらは輸入車の運用実績を元に羽根車の回転翼を10枚から8枚とした上でロータリー覆いの形状を変更、台車と車体を結び付けていたチェーンの廃止、軸箱等の部品を省標準型へといった設計変更がなされ、炭水車もD50形蒸気機関車と同じ20 m3形炭水車を新規製造した。1935年（昭和10年）以降製造されたキ307 - キ313では羽根車の回転翼は9枚としロータリー覆いの側面には可動翼を備える形へと変更、車体後部の連結面には風除板を追加、炭水車は溶接構造となり炭庫上部の防雪覆いが製造時から備えられた。最後の製造となった1940年（昭和15年）製のキ614, キ615はロータリー覆いの形状を若干変更、車体側面の出入扉上部に雨樋を設けた。なお、キ603以降は炭水車を含む全長が18,460 mmに伸び、自重は82 t（積車では112 tないし113 t）と増大したが、換算両数は積車10.0、空車7.0のまま変更はなかった。
輸入車やキ606以前の国内製造車も後年羽根車やロータリー覆い等をキ607以降に準じた形へ改造され、戦後には戦災や老朽化もあり大規模な整備や更新工事が行われた。富山駅常備であったキ612は昭和36年度貨車整備工事改造（1961年（昭和36年）9月28日総裁達第556号）により、松任工場にてハネ車回転装置の改造工事を行った。戦災により損傷したキ614は1947年（昭和22年）に汽車会社大阪工場で車体を作り直したが、その際には側面に雨樋のないキ613以前と同様の車体となって出場している。
キ615は樺太鉄道局に配属されたが、1945年（昭和20年）の終戦にともない樺太を占領したソビエト連邦に接収され、1990年代まで残存していた。
以上合計16両（キ600 - キ615）が製造され、日本各地の豪雪地帯に配属された。車体塗色は黒で、1968年（昭和43年）10月1日ダイヤ改正では高速化不適格車とされて最高速度65 km/hの指定車となり、識別のため記号に「ロ」が追加され「ロキ」となり黄1号の帯を巻いている。
その後自走可能なDD14形ディーゼル機関車等の登場により活躍の場が狭められ、最後まで在籍した車が1974年（昭和49年）に廃車になり形式消滅した。

### 製造実績
| 製造年 | 製造所                   | 番号 （ユキ300形） | 番号 （キ300形） | 番号 （キ600形） | 昭和26年11月 現在常備駅 | 廃車年月日                 |
| ------ | ------------------------ | ------------------ | ---------------- | ---------------- | ----------------------- | -------------------------- |
| 1923年 | アメリカン・ロコモティブ | ユキ300            | キ300            | キ600            | 稚内駅                  | 1958年（昭和33年）11月1日  |
| 1923年 | アメリカン・ロコモティブ | ユキ301            | キ301            | キ601            | 横手駅                  | 1963年（昭和38年）2月6日   |
| 1928年 | 苗穂工場                 | -                  | キ302            | キ602            | 倶知安駅                | 1958年（昭和33年）11月1日  |
| 1928年 | 苗穂工場                 | -                  | キ303            | キ603            | 長岡操車場              |                            |
| 1929年 | 苗穂工場                 | -                  | キ304            | キ604            | 岩見沢駅                | 1975年（昭和50年）10月18日 |
| 1932年 | 苗穂工場                 | -                  | キ305            | キ605            | 長万部駅                | 1963年（昭和38年）2月6日   |
| 1934年 | 苗穂工場                 | -                  | キ306            | キ606            | 苗穂駅                  |                            |
| 1936年 | 浜松工場                 | -                  | キ307            | キ607            | 富山駅                  | 1962年（昭和37年）8月10日  |
| 1936年 | 浜松工場                 | -                  | キ308            | キ608            | 敦賀駅                  |                            |
| 1937年 | 大宮工場                 | -                  | キ309            | キ609            | 坂町駅                  |                            |
| 1936年 | 苗穂工場                 | -                  | キ310            | キ610            | 長岡操車場              |                            |
| 1938年 | 大宮工場                 | -                  | キ311            | キ611            | 福島駅                  |                            |
| 1938年 | 苗穂工場                 | -                  | キ312            | キ612            | 深川駅                  |                            |
| 1940年 | 苗穂工場                 | -                  | キ313            | キ613            | 名寄駅                  |                            |
| 1940年 | 苗穂工場                 | -                  | -                | キ614            | 直江津駅                |                            |
|        |                          | -                  | -                | キ615            | （樺太残留）            |                            |

## ミ160形
1927年（昭和2年）11月にユキ300の炭水車が更新され、新炭水車は廃車になった9300形蒸気機関車の炭水車が充当された。取り外された古い炭水車は水槽車（当時の呼称、後の「水運車」）として転用され改造の上ミ325形（ミ325）と定められた。改造工事は苗穂工場にて行われた。形式名は1928年（昭和3年）5月の車両称号規程改正によりミ160形（ミ160）に変更された。1939年（昭和14年）9月29日に廃車となり同時に形式消滅となった。ミ160形は一旦形式消滅したが1944年（昭和19年）に、樺太鉄道局の9 t 積みフミ30形フミ30が改番によりミ160形ミ161へ附番された。しかし1年後に戦局の悪化により樺太は車両残留のまま放棄され1945年（昭和20年）に除籍となり再度形式消滅となった。

## キ620形
ロータリー車の増備は戦後も続けられたが、その製造分は汽車製造に発注されることとなった。当初はキ615の追番としてキ616以降の番号が与えられる予定であったが、後述する大規模な設計変更が行われたこともあり新形式キ620形とされた。
キ620形ではキ600形で開放型となっていた車体後部の投炭室をC58形蒸気機関車類似の密閉式とし、ロータリー部分の形状や羽根車の駆動方式はキ600形を基本に整備性や除雪能力を改善するためボイラーはC58形、機関部はC12形蒸気機関車の設計を流用したものが搭載され、逆転器もキ600形の手動式から動力式になった。炭水車もC58形の戦後製造分と同じ船底型のものが製造されている。キ620形は本体の改設計や炭水車の変更により全長は19,025 mm、自重は84.5 t、換算両数は積車12.0、空車8.5となった。
キ620形は1948年（昭和23年）に3両、1949年（昭和24年）に2両の計5両（キ620 - キ624）が製造され、キ600形を補う形で豪雪地帯に配属された。キ600形同様除雪用ディーゼル機関車の増備により次第に活躍の場が狭まり、1975年（昭和50年）に形式消滅した。
| 製造年 | 製造所   | 番号  | 昭和26年11月 現在常備駅 | 昭和43年3月 現在常備駅 | 廃車年月日 |
| ------ | -------- | ----- | ----------------------- | ---------------------- | ---------- |
| 1948年 | 汽車製造 | キ620 | 苗穂駅                  | 岩見沢駅               |            |
| 1948年 | 汽車製造 | キ621 | 長岡操車場              | 長岡操車場             |            |
| 1948年 | 汽車製造 | キ622 | 青森操車場              | 倶知安駅               |            |
| 1949年 | 汽車製造 | キ623 | 旭川駅                  | 名寄駅                 |            |
| 1949年 | 汽車製造 | キ624 | 新庄駅                  | 新庄駅                 |            |

## 保存車
| 番号  | 所在地                                    | 備考 |
| ----- | ----------------------------------------- | --- |
| キ601 | 北海道小樽市手宮1丁目3-6 小樽市総合博物館 | 準鉄道記念物 |
| キ604 | 北海道名寄市字緑丘222 名寄市北国博物館    | 蒸気機関車D51 398・59601、マックレー雪かき車キ911、車掌車ヨ4456と連結され、キマロキ編成を再現した状態で保存展示されている。2010年、排雪列車「キマロキ」編成として、準鉄道記念物に指定された。 |
| キ621 | 福島県耶麻郡西会津町 如法寺               | ラッセル雪かき車キ172と連結されている。 |